# Discographie de Françoise Hardy
Cette page liste la discographie de Françoise Hardy.
Abréviations
- SP (Single Play) = Microsillon 45 tours, 1 à 2 titres.
- Maxi SP (Maxi Single Play) = Microsillon Maxi 45 tours/30 cm, 1 à 3 titres.
- EP (Extended Play) = Microsillon 45 tours 4 titres ou Super 45 tours.
- LP (Long Play) = Microsillon 33 tours/30 cm.
- CD (Compact Disc) = Disque compact.
- CDS (Compact Disc Single Play) = Disque compact, 1 à 4 titres.

## Albums studio
Note : Dans les années 1960, la première publication des chansons se faisait sur « Super 45 tours » (disque microsillon comportant 4 titres). Selon le succès rencontré, une douzaine de ces chansons étaient alors choisies pour composer un album – ce dernier s’apparentait donc plus ou moins à un album de compilation. En ce qui concerne Françoise Hardy, ce n’est qu’à partir de 1970 que ses albums peuvent être considérés comme des albums studio à part entière.

### Édités en France et à l'étranger
28 albums : 25 sont composés de chansons interprétées en français, 3 sont composés de chansons interprétées en anglais.

### Édités uniquement à l’étranger
4 albums : Composés de chansons interprétées dans la langue propre à chacun des pays listés ci-dessous.

## Compilations
Face aux nombreuses compilations, qui ont été et seront encore éditées, ne sont retenues ici que celles éditées sur LP et CD qui font date, et celles éditées sous coffret et en Longbox.

### Discographie commentée
- Daniel Lesueur, Françoise Hardy – Catch a Rising Star, Paris, Camion Blanc, 18 février 2016, 160 p., broché, 15 × 21 cm  (ISBN 978-2-35779-766-6)

### Étude de texte des chansons
- Michel Arouimi[Note 1], Françoise Hardy : pour un public majeur, Paris, éd. Orizons, coll. « Témoins/Témoignages », novembre 2012, 224 p., broché, 13,5 × 21,4 cm  (ISBN 978-2-296-08835-1).

### Partitions(paroles et musiques)
- Françoise Hardy (les 10 chansons du premier album), Éditions musicales Alpha, 1963, 24 p., broché.
- Françoise Hardy (35 chansons), Musicom Distribution, 1992, 92 p., broché, 23 × 30,5 cm.
- Je Chante Françoise Hardy (25 chansons), éd. Paul Beuscher, coll. « Arpège », 1997, 52 p., broché, 15 × 21 cm.
- Top Françoise Hardy (10 chansons), éd. Paul Beuscher, coll. « Arpège », 1999, 52 p., broché.

### Note
1. ↑  Ancien élève de l’École du Louvre. Maître de conférences en littérature générale et comparée à l’université du Littoral (source : éd. Orizons, 13 rue de l'École-Polytechnique, 75005 Paris).